# ام‌العمد، المخرم
ام‌العمد (به عربی: أم العمد) یک روستا در سوریه است که در المخرم واقع شده‌است. ام‌العمد ۲٬۸۵۱ نفر جمعیت دارد.